# Theodor-Zink-Museum

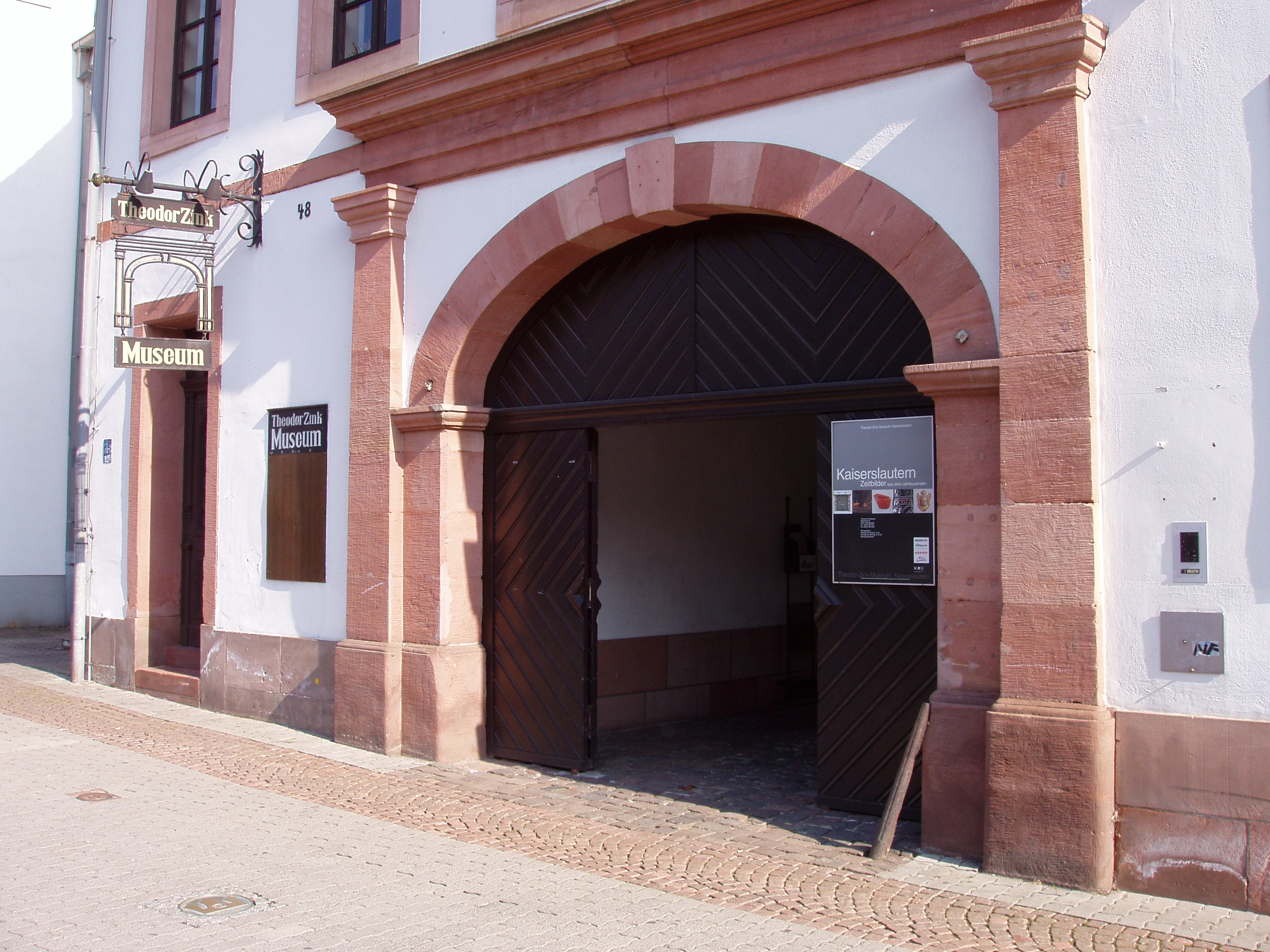
Eingangstor

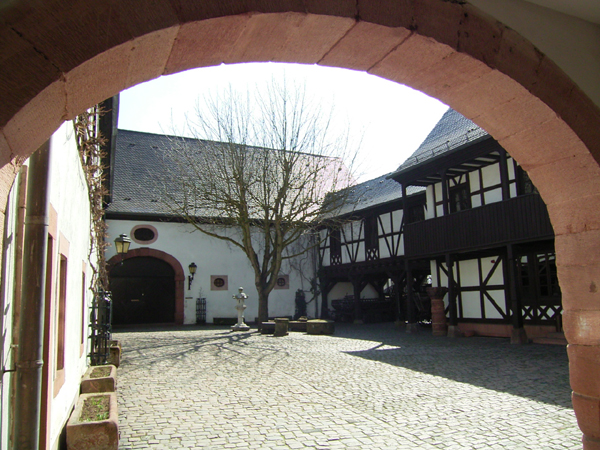
Innenhof

Das Theodor-Zink-Museum ist ein historisches Museum in Kaiserslautern. Es wurde 1934 von Theodor Zink gegründet und nach ihm benannt. Im Museum werden neben einer Dauerausstellung zur Stadtgeschichte wechselnde Ausstellungen gezeigt. Die Scheune des Museums dient regelmäßig kulturellen Veranstaltungen wie Lesungen und Kammerkonzerten. Das Gebäude steht unter Denkmalschutz.

## Lage
Das Theodor-Zink-Museum befindet sich in der Innenstadt von Kaiserslautern an der Steinstraße 48.

## Geschichte
Der Heimatforscher und Konservator der Landesgewerbeanstalt Kaiserslautern Theodor Zink (1871–1934) begann 1925, seine gesammelten Werke auszustellen. Zunächst wurden ihm von der Stadt Kaiserslautern einige Räume provisorisch zur Verfügung gestellt. Aufgrund unzähliger Sachspenden aus der Bevölkerung musste er jedoch rasch expandieren. Dazu zog das Museum 1934 in die ehemalige Spittelmühle am Stiftsplatz. Zink selbst verstarb wenige Wochen vor der Eröffnung des Museums. Während des Zweiten Weltkriegs waren die Sammlungen an verschiedene Standorte ausgelagert worden. 1978 zog das Museum erneut um und befindet sich heute in einem umgebauten Vierseithof. 2001 wurde das Museum umgestaltet und eine Dauerausstellung zur Stadtgeschichte eingerichtet. Ebenfalls Bestandteils des Museums ist der benachbarte Wadgasserhof.

## Gebäude
Bei dem Bauwerk handelt es sich um einen früheren Vierseithof mit einem Krüppelwalmdach, das über einem tonnengewölbten Keller steht. Zum Gebäudekomplex selbst gehören darüber hinaus Fachwerk-Stallungen und eine Scheune. Erbaut wurde es 1817 von Johann Gelbert. Zunächst fungierte es als Fuhrmannsgasthof. Da Kaiserslautern zu diesem Zeitpunkt Teil des zu Bayern gehörenden Rheinkreises war, gab Gelbert ihm den Namen „Zum Rheinkreis“. Nach seinem Tod im Jahr 1822 ging der Hof in den Besitz seiner Witwe und seines Sohnes über, dessen Sohn Carl, gelernter Bierbrauer, 1856 im elterlichen Anwesen eine eigene Brauerei errichtete und „Auf'm Sess“ die dazugehörigen Eis- und Lagerkeller mit einer Wirtschaft und großem Biergarten, das spätere Turnerheim. Die Bierbrauerfamilien Gelbert und Bender bildeten eine Brauerdynastie mit 4 Brauereien, zu der auch die Brauerei Bender, 1849–1964/1999, gehörte, von der noch das alte Wirtshausschild des Brauereiausschanks Bender's Hauswirtschaft am Museumsgiebel zeugt, und die Brauerei Johann Schwarz „Zum Rittersberg“, 1835–1907, deren Besitzer das (Gründerzeit-)Wohnhaus, die Villa Munzinger (unter Denkmalschutz) errichteten. Mit Bau der über Kaiserslautern führenden Pfälzischen Ludwigsbahn Ludwigshafen–Bexbach von 1847 und 1849 verlor der Brauerei-Gasthof seine Bedeutung für Fuhrleute. 1892 wurde der Braubetrieb eingestellt, die Mälzerei jedoch bis 1933 weiter betrieben. In der Folgezeit fungierte das Gebäude noch als Schankwirtschaft, ehe Gelberts Nachfahren es 1940 an die Stadt verkauften. Mitte der 1970er Jahre wurde es im Zuge seiner Umwandlung in ein Museum außerdem renoviert und dabei unter anderem entkernt.

## Dauerausstellung

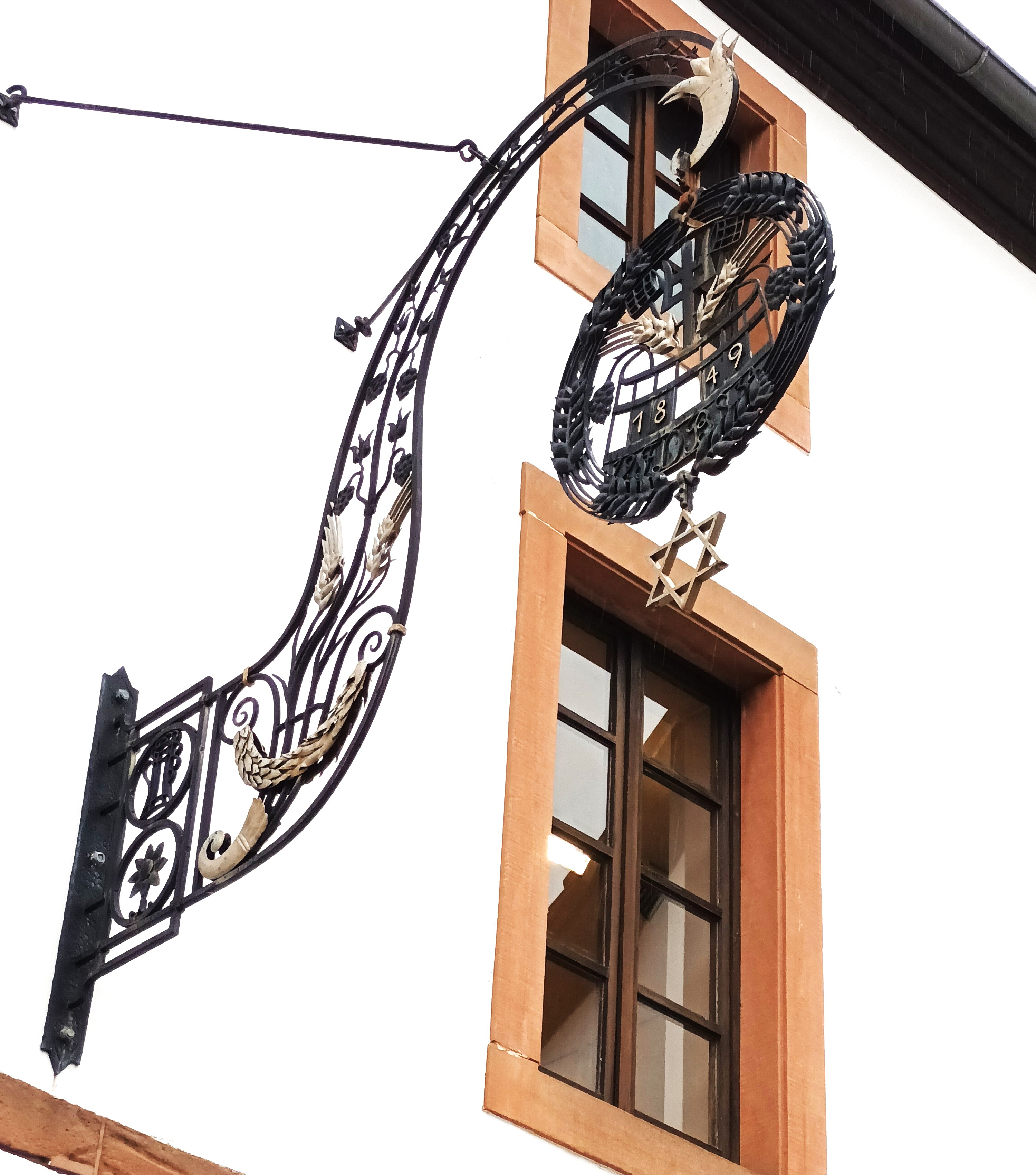
Giebelwand mit Wirtshausschild Bender's Hauswirtschaft

Die Dauerausstellung widmet sich der Stadt Kaiserslautern sowie den wichtigsten Epochen und Ereignissen der Stadt und ihrer Region. Sie ist fast komplett als Rundgang aufgebaut und führt chronologisch von der Vergangenheit – der Wende vom 6. zum 5.         Jahrtausend v. Chr. – bis ins 20. Jahrhundert. Mehrere Ausstellungsräume zeigen hier die verschiedenen Epochen. Der erste Raum ist dem Mittelalter und der frühen Neuzeit gewidmet, der nächste umfasst den Zeitraum von der Mitte des 16. bis zum Ende des 19. Jahrhunderts. Der letzte Raum stellt Kaiserslauterer Firmen und ihre Produkte vor, zeigt aber auch diverse Entwicklungen, politische Ereignisse und Katastrophen, wie die beiden Weltkriege.

## Museumsleiter
- 1935–1944: Hermann Moos
- 1976–2004: Peter F. Dunkel
- 2004–2011: Marlene Jochem
- 2011–2016: Jens Stöcker
- seit 2016: Bernd Klesmann